# POFUT1
POFUT1 (англ. Protein O-fucosyltransferase 1) – білок, який кодується однойменним геном, розташованим у людей на короткому плечі 20-ї хромосоми. Довжина поліпептидного ланцюга білка становить 388 амінокислот, а молекулярна маса — 43 956.
| 10         |  | 20         |  | 30         |  | 40         |  | 50         |
| ---------- |  | ---------- |  | ---------- |  | ---------- |  | ---------- |
| MGAAAWARPL |  | SVSFLLLLLP |  | LPGMPAGSWD |  | PAGYLLYCPC |  | MGRFGNQADH |
| FLGSLAFAKL |  | LNRTLAVPPW |  | IEYQHHKPPF |  | TNLHVSYQKY |  | FKLEPLQAYH |
| RVISLEDFME |  | KLAPTHWPPE |  | KRVAYCFEVA |  | AQRSPDKKTC |  | PMKEGNPFGP |
| FWDQFHVSFN |  | KSELFTGISF |  | SASYREQWSQ |  | RFSPKEHPVL |  | ALPGAPAQFP |
| VLEEHRPLQK |  | YMVWSDEMVK |  | TGEAQIHAHL |  | VRPYVGIHLR |  | IGSDWKNACA |
| MLKDGTAGSH |  | FMASPQCVGY |  | SRSTAAPLTM |  | TMCLPDLKEI |  | QRAVKLWVRS |
| LDAQSVYVAT |  | DSESYVPELQ |  | QLFKGKVKVV |  | SLKPEVAQVD |  | LYILGQADHF |
| IGNCVSSFTA |  | FVKRERDLQG |  | RPSSFFGMDR |  | PPKLRDEF   |  |            |

A: Аланін

C: Цистеїн

D: Аспарагінова кислота

E: Глутамінова кислота

F: Фенілаланін

G: Гліцин

H: Гістидин

I: Ізолейцин

K: Лізин

L: Лейцин

M: Метіонін

N: Аспарагін

P: Пролін

Q: Глутамін

R: Аргінін

S: Серин

T: Треонін

V: Валін

W: Триптофан

Кодований геном білок за функціями належить до трансфераз, глікозилтрансфераз. 
Задіяний у таких біологічних процесах, як вуглеводний обмін, альтернативний сплайсинг. 
Білок має сайт для зв'язування з іоном марганцю. 
Локалізований у ендоплазматичному ретикулумі.